# Torneo de Delray Beach 2010
El Torneo de Delray Beach (Delray Beach International Tennis Championships) es un evento de tenis perteneciente al ATP World Tour en la serie 250. Se juega del 22 al 28 de febrero en Delray Beach (Estados Unidos).

## Campeones
- Individuales masculinos:  Ernests Gulbis derrota a  Ivo Karlović, 6–2, 6–3.

- Dobles masculinos:  Bob Bryan/ Mike Bryan a  P Marx/ I Zelenay por 6–3, 7–6(3).